# NGC 753
NGC 753 é uma galáxia espiral barrada (SBbc) localizada na direcção da constelação de Andromeda. Possui uma declinação de +35° 54' 57" e uma ascensão recta de 1 horas, 57 minutos e 42,4 segundos.
A galáxia NGC 753 foi descoberta em 16 de Setembro de 1865 por Heinrich Louis d'Arrest.